# 六諭衍義
《六諭衍義》是一部儒家著作，由明末清初時期的學者范鋐所作，約成書於康熙年間。《六諭》是明太祖頒佈的教導民眾的教育書籍，包括「孝順父母、尊敬長上、和睦鄉里、教訓子孫、各安生理和毋作非為」六個方面；而「衍義」則是「解說」的意思。該書用簡明易懂的語言，對《六諭》進行了詳細的講解。
1707年，在福州的琉球使臣程順則將這部書籍刊行後帶回琉球。後來由琉球使者帶到了薩摩藩，薩摩藩藩主島津吉貴又將這部書獻給了江戶幕府的將軍德川吉宗。德川吉宗命令當時的儒學學者室鳩巢將該書翻譯成日本語，稱《六諭衍義大意》，並作為寺子屋的教科書進行普及。直到明治維新之前，該書一直作為日本的教科書。
琉球的和文學者伊世寄（豐川親方正英）亦對該書進行研讀，並寫下了讀書筆記。1732年，琉球三司官蔡溫參照這些筆記，頒佈了琉球的教科書《御教條》。《御教條》作為教科書的地位一直延續到1879年琉球被日本吞併為止。

## 外部連結
- 《官刻　六諭衍義　乾》，伊波普猷文庫藏[]
- 《官刻　六諭衍義　坤》，伊波普猷文庫藏[]